# Circuito Guaymallén
Circuito Guaymallén era el nombre que recibía un ramal que pertenece al Ferrocarril General San Martín, Argentina. Tiene la particularidad de ser un circuito cerrado de vías.

## Ubicación
Se halla en la provincia de Mendoza en los departamentos Capital, Maipú, Guaymallén y Las Heras.

## Características
Era un ramal de la red del Ferrocarril General San Martín de trocha ancha con una extensión de 60 km que parte y vuelve desde la estación central Mendoza.
Desde 2012 gran parte de sus vías fueron desmanteladas, y reemplazadas por vías de trocha media para la construcción del servicio urbano del Metrotranvía de Mendoza.